# Тахинджи, Ясон
Ясон Тахинджиоглу (тур. Jason Tahincioğlu, более известный как Ясон Тахинджи; родился 29 октября 1983 года в Бристоле, Великобритания) турецкий автогонщик который родился в семье автогощиков.

## Карьера
Ясон начал свою карьеру с гонок мини-картов когда ему было всего-лишь шесть лет. В 1990 он дебютировал в картинге. С 1991 он становился чемпионом четыре раза. Тахинджи перешёл в 1995 в серию Promo kart и стал вторым после своей сестры Райны Тахинджи. В следующем году он переехал в Нидерланды для участия в чемпионате став 5-м из 24 пилотов. Вернувшись в Турцию, Тахинджи становился чемпионом Promo в 1997 и 1998. В это же время он принимал участие в молодёжных европейских чемпионатах. Он перешёл в категорию Super kart и становился чемпионом в 1999 и 2000. Тахинджи завершил свою картинговую карьеру с 8-ю турецкими чемпионскими титулами.
Ясон Тахинджи впервые опробовал болид Формулы-3 на свой день рождения в 1998 в качества подарка от своего отца Мумтаза Тахинджи, действующего президента турецкой автоспортивной федерации (TOSFED) и участника всемирного совета FIA. В 2000 Ясон дебютировал в Турецкой Формуле-3 и завершил сезон на втором месте. В 2001 он не гонялся, так как заканчивал высшую школу. С 2003 он выступал в Британской Формуле-Рено лучшим результатом стало 20-е место в 2005.
В 2006 Ясон стал напарником итальянца Луки Филиппи в команде GP2 FMS International, которая была сформирована в 2005 пилотом Формулы-1, Джанкарло Физикеллой и спонсируемая турецкой бензиновой компанией Petrol Ofisi. Несмотря на то что он не смог заработать очков, Ясон остался в команде в 2007.
В 2006 он также принял участие в турецком этапе Мировой серии Рено. Он также выступил ещё в нескольких гонках этого класса.
В 2008 он принял участие в серии GP2 Asia за команду BCN Competicion. В том же году он стал тест-пилотом команды Галатасарай в дебютном сезоне серии Суперлига Формула, это раскрыло то что большую часть своей жизни он болел за этот футбольный клуб.
В данный момент Тахинджи изучает автомобильную инженерию в Англии.

## Результаты выступлений

### Результаты выступлений в серии GP2
| Легенда к таблице |                                                                    |
| --- | ------------------------------------------------------------------ |
| В таблице перечислены результаты всех гонок, в которых принимал участие гонщик. Строками таблицы являются сезоны, столбцами — этапы соревнований. В каждой клетке указаны сокращённое название этапа и результат, дополнительно обозначенный цветом. Расшифровка обозначений и цветов представлена в нижеследующей таблице. |                                                                    |
| \| Пример \| Описание \| \| ------------ \| ------------------------------------------------------------------ \| \| 1 \| Победитель \| \| 2 \| Второе место \| \| 3 \| Третье место \| \| 5 \| Финишировал, заработав очки \| \| Сход \| Не финишировал, но при этом заработал очки \| \| 12 \| Финишировал, не получив очков \| \| НКЛ \| Финишировал, но не попал в финальную классификацию \| \| 15 \| Участвовал вне зачёта, либо по отдельной классификации \| \| 18 \| Не финишировал, но попал в финальную классификацию \| \| Сход \| Не финишировал \| \| НКВ \| Не прошёл квалификацию \| \| НПКВ \| Не прошёл предквалификацию \| \| ДСК \| Дисквалифицирован \| \| ИСК \| Исключён из протокола соревнований \| \| ТТ \| Заявлен для участия только в тренировках \| \| НС \| Участвовал в квалификации, но не стартовал в гонке \| \| Т \| Травмирован или болен \| \| ОТК \| Отказ от участия \| \| НТР \| Прибыл на соревнования, но на трассу не выезжал \| \| НПР \| Был заявлен в числе участников, но не прибыл к началу соревнований \| \| О \| Соревнования отменены \| \| \| Не участвовал \| \| Поул-позиция \| \| \| Быстрый круг \| \| |                                                                    |
| Пример | Описание                                                           |
| 1 | Победитель                                                         |
| 2 | Второе место                                                       |
| 3 | Третье место                                                       |
| 5 | Финишировал, заработав очки                                        |
| Сход | Не финишировал, но при этом заработал очки                         |
| 12 | Финишировал, не получив очков                                      |
| НКЛ | Финишировал, но не попал в финальную классификацию                 |
| 15 | Участвовал вне зачёта, либо по отдельной классификации             |
| 18 | Не финишировал, но попал в финальную классификацию                 |
| Сход | Не финишировал                                                     |
| НКВ | Не прошёл квалификацию                                             |
| НПКВ | Не прошёл предквалификацию                                         |
| ДСК | Дисквалифицирован                                                  |
| ИСК | Исключён из протокола соревнований                                 |
| ТТ | Заявлен для участия только в тренировках                           |
| НС | Участвовал в квалификации, но не стартовал в гонке                 |
| Т | Травмирован или болен                                              |
| ОТК | Отказ от участия                                                   |
| НТР | Прибыл на соревнования, но на трассу не выезжал                    |
| НПР | Был заявлен в числе участников, но не прибыл к началу соревнований |
| О | Соревнования отменены                                              |
| | Не участвовал                                                      |
| Поул-позиция |                                                                    |
| Быстрый круг |                                                                    |

| Год  | Команда                        | 1          | 2          | 3          | 4          | 5          | 6        | 7        | 8        | 9          | 10       | 11       | 12         | 13       | 14       | 15         | 16         | 17       | 18       | 19       | 20       | 21         | ЛЗ | Очки |
| ---- | ------------------------------ | ---------- | ---------- | ---------- | ---------- | ---------- | -------- | -------- | -------- | ---------- | -------- | -------- | ---------- | -------- | -------- | ---------- | ---------- | -------- | -------- | -------- | -------- | ---------- | -- | ---- |
| 2006 | Petrol Ofisi FMS International | ВАЛ 1 Сход | ВАЛ 2 Сход | САН 1 Сход | САН 2 Сход | ЕВР 1 НС   | ЕВР 2 18 | ИСП 1 15 | ИСП 2 19 | МОН 1 Сход | ВЕЛ 1 13 | ВЕЛ 2 16 | ФРА 1 Сход | ФРА 2 17 | ГЕР 1 17 | ГЕР 2 17   | ВЕН 1 Сход | ВЕН 2 14 | ТУЦ 1 17 | ТУЦ 2 17 | ИТА 1 11 | ИТА 2 13   | 30 | 0    |
| 2007 | Petrol Ofisi FMS International | БАХ 1 Сход | БАХ 2 13   | ИСП 1 НС   | ИСП 2 Сход | МОН 1 Сход | ФРА 1 15 | ФРА 2 18 | ВЕЛ 1 19 | ВЕЛ 2 16   | ЕВР 1 17 | ЕВР 2 19 | ВЕН 1 Сход | ВЕН 2 11 | ТУЦ 1 14 | ТУЦ 2 Сход | ИТА 1 11   | ИТА 2 20 | БЕЛ 1 14 | БЕЛ 2 20 | ВАЛ 1 13 | ВАЛ 2 Сход | 33 | 0    |

#### Результаты выступлений в GP2 Asia
| Легенда к таблице |                                                                    |
| --- | ------------------------------------------------------------------ |
| В таблице перечислены результаты всех гонок, в которых принимал участие гонщик. Строками таблицы являются сезоны, столбцами — этапы соревнований. В каждой клетке указаны сокращённое название этапа и результат, дополнительно обозначенный цветом. Расшифровка обозначений и цветов представлена в нижеследующей таблице. |                                                                    |
| \| Пример \| Описание \| \| ------------ \| ------------------------------------------------------------------ \| \| 1 \| Победитель \| \| 2 \| Второе место \| \| 3 \| Третье место \| \| 5 \| Финишировал, заработав очки \| \| Сход \| Не финишировал, но при этом заработал очки \| \| 12 \| Финишировал, не получив очков \| \| НКЛ \| Финишировал, но не попал в финальную классификацию \| \| 15 \| Участвовал вне зачёта, либо по отдельной классификации \| \| 18 \| Не финишировал, но попал в финальную классификацию \| \| Сход \| Не финишировал \| \| НКВ \| Не прошёл квалификацию \| \| НПКВ \| Не прошёл предквалификацию \| \| ДСК \| Дисквалифицирован \| \| ИСК \| Исключён из протокола соревнований \| \| ТТ \| Заявлен для участия только в тренировках \| \| НС \| Участвовал в квалификации, но не стартовал в гонке \| \| Т \| Травмирован или болен \| \| ОТК \| Отказ от участия \| \| НТР \| Прибыл на соревнования, но на трассу не выезжал \| \| НПР \| Был заявлен в числе участников, но не прибыл к началу соревнований \| \| О \| Соревнования отменены \| \| \| Не участвовал \| \| Поул-позиция \| \| \| Быстрый круг \| \| |                                                                    |
| Пример | Описание                                                           |
| 1 | Победитель                                                         |
| 2 | Второе место                                                       |
| 3 | Третье место                                                       |
| 5 | Финишировал, заработав очки                                        |
| Сход | Не финишировал, но при этом заработал очки                         |
| 12 | Финишировал, не получив очков                                      |
| НКЛ | Финишировал, но не попал в финальную классификацию                 |
| 15 | Участвовал вне зачёта, либо по отдельной классификации             |
| 18 | Не финишировал, но попал в финальную классификацию                 |
| Сход | Не финишировал                                                     |
| НКВ | Не прошёл квалификацию                                             |
| НПКВ | Не прошёл предквалификацию                                         |
| ДСК | Дисквалифицирован                                                  |
| ИСК | Исключён из протокола соревнований                                 |
| ТТ | Заявлен для участия только в тренировках                           |
| НС | Участвовал в квалификации, но не стартовал в гонке                 |
| Т | Травмирован или болен                                              |
| ОТК | Отказ от участия                                                   |
| НТР | Прибыл на соревнования, но на трассу не выезжал                    |
| НПР | Был заявлен в числе участников, но не прибыл к началу соревнований |
| О | Соревнования отменены                                              |
| | Не участвовал                                                      |
| Поул-позиция |                                                                    |
| Быстрый круг |                                                                    |

| Год  | Команда         | 1        | 2        | 3          | 4        | 5        | 6          | 7        | 8        | 9       | 10      | ЛЗ | Очки |
| ---- | --------------- | -------- | -------- | ---------- | -------- | -------- | ---------- | -------- | -------- | ------- | ------- | -- | ---- |
| 2008 | BCN Competicion | ОАЭ 1 19 | ОАЭ 2 16 | ИНЗ 1 Сход | ИНЗ 2 17 | МАЗ 1 12 | МАЗ 2 Сход | БАХ 1 17 | БАХ 2 13 | ОАЭ 1 9 | ОАЭ 2 8 | 22 | 0    |